# African Library Project
Das African Library Project (ALP) ist eine Non-Profit-Organisation die im ländlichen, südlichen Afrika Leihbüchereien aufbaut.  Freiwillige Helfer aus den Vereinigten Staaten organisieren Bücher-Sammlungen und versenden Bücher an Bibliotheken in Afrika. ALP arbeitet mit Regierungs- und Nicht-Regierungsorganisationen zusammen. Die Partner bearbeiten Bewerbungen von Schulen und Gemeinschaften, die Bibliotheken einrichten wollen, verteilen die Bücher und bieten Fortbildungen an. Schulen und Gemeinschafte, die Bücher erhalten, stellen Räumlichkeiten zur Verfügung und kümmern sich um Mitarbeiter. Die ALP arbeitet in Afrika südlich der Sahara, vor allem in Botswana, Eswatini, Ghana, Kenia, Lesotho, Malawi und Sierra Leone.

## Organisation
ALP ist eine „US 501(c)3-Organisation“. Sie wurde 2005 von Chris Bradshaw gegründet. Seither sind mehr als 1.900 Leihbüchereien in Afrika südlich der Sahara entstanden.

## Arbeitsweise
Freiwillige Helfer der ALP in den Vereinigten Staaten sammeln gebrauchte Bücher als Spenden ein und bereiten sie für den Versand an teilnehmende Leihbüchereien in Afrika vor.
Eine typische Klein-Bücherei erhält ca. eintausend Bücher. Die Bücher werden zunächst in New Orleans, Louisiana, zentral gesammelt und für Kosten von ca. $250 pro Container weitergeschickt. Jeder container enthält den Buchbestand von 30 bis 60 Büchereien.
ALP arbeitet mit Partnerorganisationen zusammen, die staatlich oder nicht-staatlich sein können. Es werden Schulen und Gemeinschaften betreut, die Bibliotheken aufbauen wollen. Die Partnerorganisationen verteilen diese und bieten auch für die Mitarbeiter vor Ort Training und Aufsicht über die Büchereien an.
Lehrer und Verwaltungskräfte der Schulen erhalten ein Handbuch über die Führung einer Bücherei nach einem Vorbild von Voluntary Service Overseas (VSO). Die Bibliothekare sammeln Daten über die Nutzung und besuchen Kurse, die von den Partnern der ALP angeboten werden. Zweijährlich wird ein Library Summit abgehalten.
Jede Bücherei erhält die Bücher, die sie sich wünscht. ALP kauft auch zusätzliche Bücher, zum Beispiel aus der Junior African Writers Series (JAWS), HIV/AIDS-Aufklärungsmaterial (Pearson) und Hesperian Health Guides.

## Partnerorganisationen
- Botswana: Botswana Ministry of Education
- Ghana: Michael Lapsley Foundation.[5]
- Kenia: Project Humanity[6] und Rongo University College.[7]
- Lesotho: US Peace Corps Lesotho und Ministry of Education and Training
- Malawi: DAPP Malawi,[8] Wungwero Book Foundation und Malawi Institute of Education[9]
- Sierra Leone: RISE Network
- Eswatini: Fundza.